# Arthur Lowe
Arthur Lowe (ur. 22 września 1915 w Hayfield, zm. 15 kwietnia 1982 w Birmingham) – brytyjski aktor teatralny, telewizyjny i filmowy, współcześnie pamiętany przede wszystkim z seriali Coronation Street i Armia tatuśka.

## Życiorys

### Młodość i lata wojenne
Pochodził z robotniczej rodziny; jego ojciec pracował na kolei w dziale odpowiedzialnym za transport obwoźnych teatrów specjalnymi pociągami. Tuż przed wybuchem II wojny światowej zgłosił się na ochotnika do British Army. Kłopoty ze wzrokiem (całe życie nosił okulary o wysokiej mocy) uniemożliwiły mu służbę frontową, z tego powodu jego udział w wojnie ograniczył się do służby w bazach na Bliskim Wschodzie w charakterze technika radarowego. Armię opuścił pod koniec wojny w stopniu starszego sierżanta.

### Kariera aktorska
Jeszcze w 1945 dołączył do zespołu teatru repertuarowego w Manchesterze, następnie występował w innych teatrach tego typu w całym kraju, w końcu trafił na West End, gdzie stał się cenionym aktorem charakterystycznym w musicalach.
W 1960 otrzymał swoją pierwszą poważną rolę telewizyjną, którą był Leonard Swindley, jeden z bohaterów opery mydlanej Coronation Street. Lowe występował tam przez pięć lat. Jego postać okazała się na tyle popularna, iż w 1966 otrzymała własny serial Pardon the Expression, utrzymany w konwencji sitcomu i kontynuowany w 1967 jako Turn out the Lights. W 1968 Lowe został obsadzony w rozgrywającym się w czasie II wojny światowej serialu Armia tatuśka, który przyniósł mu największą popularność. Grał tam kapitana Mainwaringa, pompatycznego dyrektora banku w nadmorskiej miejscowości i zarazem dowódcę lokalnej jednostki Home Guard, pełnego kompleksów z powodu swojego niskiego pochodzenia społecznego. Lowe negatywnie oceniał poziom produkowanych wówczas sitcomów i obawiał się, że zostanie zmuszony do udziału w scenach urągających jego godności. Dlatego też w jego kontrakcie na udział w Armii... znalazł się zapis, iż w żadnym razie nie będzie występował bez spodni.
Równolegle z karierą telewizyjną kontynuował występy teatralne. W 1968 został osobiście zaproszony przez Laurence’a Oliviera do zespołu Królewskiego Teatru Narodowego, gdzie występował m.in. w sztuce Home and Beauty Williama Somerseta Maughama i w Burzy Szekspira, w której jego partnerem scenicznym był m.in. John Gielgud. Należał także do ulubionych aktorów Lindsaya Andersona, jednego z głównych reżyserów z nurtu brytyjskich „młodych gniewnych” z lat 60. Wystąpił we wszystkich częściach jego głośnej trylogii, na którą składały się filmy Jeżeli... (1968), Szczęśliwy człowiek (1973) i Szpital Britannia (1982).
W 1977 produkcja Armii tatuśka dobiegła końca, zaś Lowe otrzymał rolę główną w kolejnym sitcomie, Bless Me Father (Pobłogosław mnie, Ojcze), w którym wcielał się w starszego już irlandzkiego księdza, który zostaje proboszczem katolickiej parafii w Londynie. W ostatnich latach swojej kariery Lowe zgadzał się występować w teatrze wyłącznie wspólnie ze swoją żoną, Joan Cooper, również aktorką. Była uznawana za dużo słabszą warsztatowo od męża, w związku z czym grali głównie w komercyjnych spektaklach w prowincjonalnych teatrach.

### Choroba i śmierć
Pod koniec życia Lowe zmagał się z narastającym problemem alkoholowym oraz z narkolepsją. W związku z tą ostatnią chorobą miewał bardzo kłopotliwe epizody katapleksji, które osoby postronne uznawały często za zasypianie w nieodpowiednich momentach lub wręcz objawy upojenia alkoholowego.
14 kwietnia 1982 doznał udaru mózgu, gdy odpoczywał w swojej garderobie w teatrze w Birmingham między dwoma granymi tego dnia spektaklami. Został przewieziony do szpitala, gdzie zmarł nad ranem następnego dnia. Na życzenie jego żony, która nie chciała przerywać trwającej trasy teatralnej, jego ciało zostało skremowane już w Birmingham (choć mieszkali w Londynie), a prochy rozrzucone w specjalnym ogrodzie pamięci obok krematorium. Pogrzeb był bardzo skromny i odbył się bez udziału żony aktora, która grała tego dnia spektakl w Belfaście. Bardziej uroczyste pożegnanie Lowe’a miało miejsce w maju 1982 w Londynie.

### Nagrody i wyróżnienia
W 1973 Lowe otrzymał Nagrodę Filmową BAFTA dla najlepszego aktora drugoplanowego za rolę w filmie Szczęśliwy człowiek. Był także sześciokrotnie nominowany do Nagrody Telewizyjnej BAFTA, w tym pięć razy za swoje występy w serialu Armia tatuśka. Szóstą nominację otrzymał łącznie za role w miniserialu David Copperfield i filmie telewizyjnym Microbes and Men (obie produkcje z 1974).

### Upamiętnienie
W czerwcu 2010 Jimmy Perry i David Croft uroczyście odsłonili pomnik Lowe’a jako kapitana Mainwaringa, który znajduje się w miasteczku Thetford w hrabstwie Norfolk, gdzie realizowano zdjęcia plenerowe do Armii tatuśka.